# Consolidated Vultee XP-81
Consolidated Vultee XP-81, samolot myśliwski z mieszanym napędem śmigłowo-odrzutowym zaprojektowany w zakładach Consolidated Vultee Aircraft Corporation w końcowym okresie II wojny światowej. Pomimo bardzo obiecujących osiągów z pierwszych lotów, projekt został zarzucony z powodu zakończenia wojny i problemów ze znalezieniem odpowiednich silników.
USAAF zamówiło dwa prototypy 11 lutego 1944 roku Nowy samolot otrzymał oznaczenie XP-81 (eksperymentalny myśliwiec). Podwójny, mieszany napęd został wybrany aby połączyć najlepsze cechy samolotów z silnikami tłokowymi – zasięg i z silnikami odrzutowymi – duża prędkość maksymalna. W czasie startu, lądowania i normalnego lotu używany miał być silnik tłokowy, w momencie kiedy zachodziła potrzeba uzyskania większej szybkości lotu (np. w czasie walki) dodatkowo używany miał być silnik odrzutowy. Silnikiem podstawowym był turbośmigłowy General Electric TG-100, jako silnika odrzutowego zdecydowano użyć Allison J33.
Pierwszy XP-81 (numer seryjny 44-91000) został ukończony w styczniu 1945, ale nie zdążono na czas zakończyć pracy nad turbośmigłowym TG-100 i w zamian zdecydowano się użyć silnika tłokowego Rolls-Royce Merlin V-1650-7. Pierwszy lot nowego samoloty odbył się 11 lutego i oprócz kłopotów ze stabilnością (które zostały szybko poprawione) prototyp miał bardzo dobre właściwości pilotażowe. Zamówiono 13 przedprodukcyjnych samolotów YP-81 ale po zdobyciu Guamu i Saipanu USAAF nie potrzebowało już tak pilnie myśliwca eskortowego dalekiego zasięgu i tuż przez "VJ-Day" (kapitulacją Japonii) projekt został skasowany przez USAAF. YP-81 różnił się od XP-81 jedynie innym silnikiem (planowano użycie turbośmigłowego TG-110), skrzydłami przesuniętymi o 25 cm w kierunku ogona samolotu i uzbrojeniem składającym się z sześciu działek M1 20 mm.
Oba prototypy XP-81 zostały w późniejszym czasie wyposażone w turbośmigłowe TG-100, ale okazało się, że ten silnik nie był w stanie osiągnąć teoretycznie wyliczonej mocy i w praktyce jego osiągi były identyczne do Merlina.  Eksperymenty z prototypami trwały do 1947 roku, ostatecznie oba samoloty zostały wykorzystane jako cele na poligonie.